# Matilla de Arzón
Matilla de Arzón – gmina w Hiszpanii, w prowincji Zamora, w Kastylii i León, o powierzchni 30,25 km². W 2011 roku gmina liczyła 193 mieszkańców.